# Erik ten Hag
Erik ten Hag (Haaksbergen, 2 februari 1970) is een Nederlandse voetbaltrainer en voormalig profvoetballer. 
Als voetballer speelde Ten Hag voor FC Twente, De Graafschap, RKC Waalwijk en FC Utrecht. Hij kon op meerdere posities uit de voeten, zoals controlerende middenvelder, centrale rechtshalf, centrale verdediger en libero. Ten Hag was van 1 juni 2002 tot medio 2008 hoofd opleidingen van de FC Twente / Heracles Academie. Van 2009 tot 2012 was hij assistent-trainer bij PSV.
In het seizoen 2012/13 was Ten Hag trainer van Go Ahead Eagles, waarmee hij promoveerde naar de Eredivisie. In de zomer van 2013 vertrok hij naar Bayern München om daar het tweede elftal te gaan trainen. Hij werd voor het seizoen 2015/16 hoofdtrainer van FC Utrecht.
Ten Hag tekende op 28 december 2017 een contract voor 2,5 seizoen bij Ajax, dat in juni 2019 en in april 2021 verlengd werd tot uiteindelijk medio 2023. In het seizoen 2018/19 maakte hij bij Ajax indruk door de halve finales van de UEFA Champions League te halen en grootmachten Real Madrid en Juventus uit te schakelen. Ook won zijn team dat seizoen de nationale dubbel. In het seizoen 2020/21 won Ten Hag met Ajax opnieuw de dubbel. In totaal won Ten Hag zes prijzen met Ajax. 
In mei 2022 werd hij aangesteld als trainer van Manchester United. Met deze Engelse club won hij in 2023 de EFL Cup en in 2024 de FA Cup. In de Engelse competitie behaalde de club in het seizoen 2023/24 de laagste plaats ooit (nummer acht). In het seizoen daarop daalde de club in oktober af naar de veertiende plaats in de Premier League. Op 28 oktober 2024 werd Ten Hag ontslagen.

## Spelerscarrière

### FC Twente
Ten Hag begon met voetballen bij de amateurclub SV Bon Boys in Haaksbergen. Zijn debuut als betaald voetballer maakte hij bij FC Twente op 13 december 1989 in de 66ste minuut, als vervanger van Robin Schmidt in de met 5-0 verloren wedstrijd tegen FC Groningen. In zijn eerste seizoen speelde Ten Hag 14 wedstrijden.

### De Graafschap
In het seizoen 1990/91 kwam Ten Hag uit in de Eerste divisie voor De Graafschap. Hier speelde hij bijna alle wedstrijden en zijn team dwong promotie af naar de Eredivisie. In het seizoen 1991/92 speelde Ten Hag wederom voor De Graafschap, echter slechts de helft van het aantal wedstrijden.

### Terugkeer bij FC Twente
Vanaf de zomer van 1992 keerde Ten Hag terug bij FC Twente. Hier speelde hij twee seizoenen.

### RKC Waalwijk
In het seizoen 1994/95 speelde Ten Hag voor RKC Waalwijk. Hij speelde bijna alle wedstrijden van dat seizoen, hetgeen hem uiteindelijk een transfer opleverde.

### FC Utrecht
Na een jaar bij RKC te hebben gespeeld, vertrok Ten Hag in het seizoen 1995/96 naar FC Utrecht. Ook hier speelde hij dat seizoen bijna alle wedstrijden.

### Tweede terugkeer bij FC Twente
In het seizoen 1996/97 keerde Ten Hag opnieuw terug bij FC Twente. In 1997/98 bereikte Ten Hag zijn Europese hoogtepunt door met FC Twente de 1/8e finale van de UEFA Cup te halen. In deze wedstrijd werd FC Twente uitgeschakeld door AJ Auxerre door eerst thuis met 0-1 en vervolgens uit met 2-0 te verliezen. In 2001 pakte Ten Hag zijn enige hoofdprijs met FC Twente, dat onder leiding van Fred Rutten de KNVB Beker mee naar huis nam. In deze bekerfinale, die werd gespeeld in Stadion Feijenoord, wist de club PSV na strafschoppen te verslaan.
Op 5 mei 2002 heeft Ten Hag zijn spelerscarrière beëindigd met een 0-0 gelijkspel tegen Sc Heerenveen. Ten Hag kreeg te horen dat de toenmalige coach John van 't Schip het volgende seizoen geen beroep op hem zou doen. Voetbalcriticus Johan Derksen weet de teleurstellende resultaten van dat laatste seizoen mede aan het feit dat "de enige speler met leidinggevende kwaliteiten" voor belangrijke wedstrijden buiten de basis werd gehouden. In totaal speelde Ten Hag 336 wedstrijden in de Ere- en Eerste Divisie. Hierin wist hij 15 keer te scoren.

## Trainerscarrière

### FC Twente

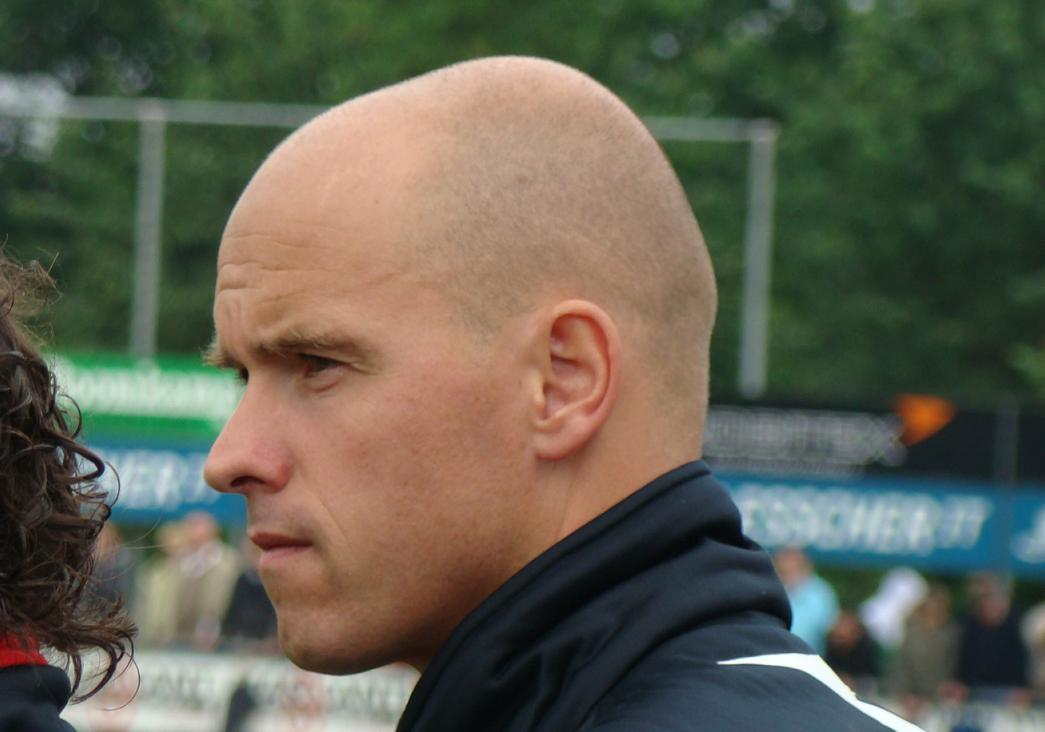
Ten Hag in 2008

Na afloop van zijn voetbalcarrière trad Ten Hag op 1 juni 2002 in dienst bij FC Twente als hoofd opleidingen. Het grootste succes in deze periode was het kampioenschap van FC Twente/Heracles A1 in de Eredivisie voor A1-junioren in het seizoen 2006/07. Naast hoofd opleidingen werd Ten Hag op 1 februari 2006 onderdeel van de trainersstaf van het eerste toen Jan van Staa tijdelijk hoofdtrainer werd na het ontslag van Rini Coolen. Ten Hag bleef in functie toen in het seizoen 2006/07 Fred Rutten en René Eijkelkamp als respectievelijk trainer/coach en assistent-trainer werden aangetrokken van PSV. Na het vertrek van Eijkelkamp in juli 2007 was Ten Hag een tijdje de enige assistent-trainer.

### PSV
Per 23 juni 2009 trad Ten Hag in dienst van PSV, waar hij werd herenigd met hoofdtrainer Fred Rutten. Aanvankelijk wilde FC Twente hem niet vrijgeven, maar uiteindelijk lieten ze Ten Hag toch vertrekken. Na drie jaar werden de contracten van zowel Rutten als Ten Hag ontbonden.

### Go Ahead Eagles
Ten Hag tekende daarna een contract bij Go Ahead Eagles. In zijn eerste seizoen als trainer bij de club uit Deventer promoveerde Go Ahead Eagles op 26 mei 2013 na zeventien jaar naar de Eredivisie. Kort daarop stapte hij op en werd hij vervangen door Foeke Booy.

### FC Bayern München II
In de seizoenen 2013/14 en 2014/15 was Ten Hag trainer van het tweede elftal van Bayern München. Gedurende deze periode behoorde hij tot de staf van Pep Guardiola.

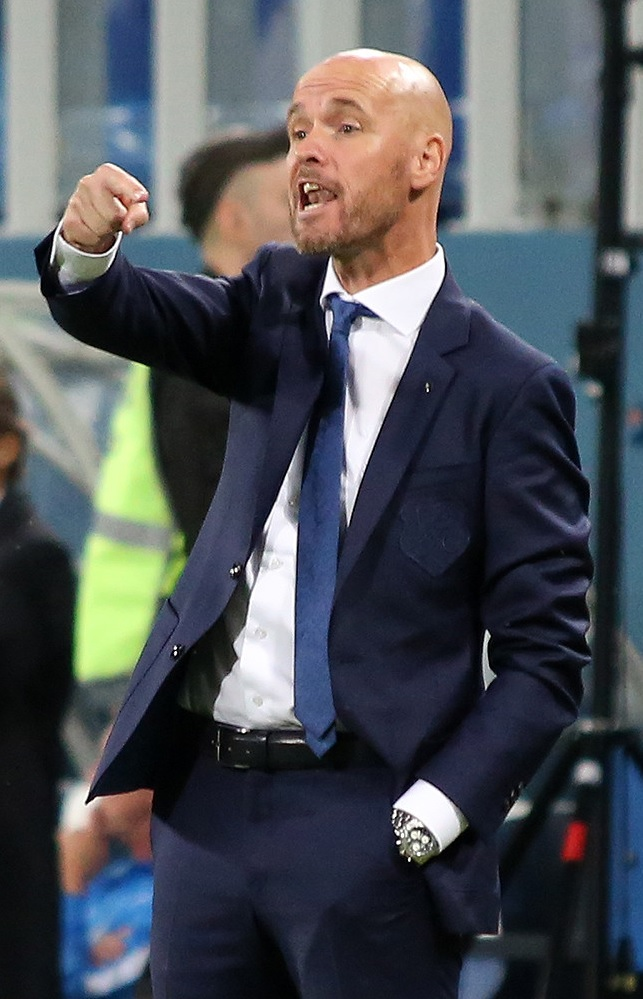
Ten Hag in 2017 als trainer van FC Utrecht

### FC Utrecht
Daarna tekende hij bij FC Utrecht een contract als hoofdtrainer. In het seizoen 2015/16 bereikte hij met Utrecht de bekerfinale, die werd verloren. Na afloop van het seizoen ontving hij de Rinus Michels Award, de prijs voor de beste trainer in de Eredivisie. In het seizoen 2016/17 won FC Utrecht in de Eredivisie de play-offs, waardoor de club een seizoen later Europees voetbal mocht spelen. Ze kwamen daarin niet verder dan de play-offronde.

### Ajax
Ten Hag debuteerde op 21 januari 2018 als trainer van Ajax met een 2-0 overwinning op Feyenoord. Hij was hiermee de eerste trainer die in De Klassieker debuteerde. In seizoen 2018/19 vestigde Ten Hag internationaal de aandacht op zichzelf doordat hij een aantrekkelijk voetballend Ajax naar de halve finales van de Champions League leidde. Hierbij werden clubs uitgeschakeld met een veel hogere begroting dan Ajax. In de knock-outfase van dit toernooi werden zowel titelhouder Real Madrid als Juventus in eigen huis verslagen en uitgeschakeld. Dit betekende voor Ajax voor het eerst sinds 1997 weer een plek in de halve finale van de Champions League. Ten Hag was hierdoor de vijfde Nederlandse coach die een Nederlandse club tot de beste vier van Europa weet te brengen. Op 5 mei 2019 won hij met Ajax de KNVB beker door de finale met 0-4 te winnen van Willem II. Op 15 mei 2019 werd onder leiding van Ten Hag het 34e landskampioenschap van Ajax behaald. Ten Hag ontving hierna voor de tweede keer de Rinus Michels Award voor de beste trainer in de Eredivisie.
Hij was de derde trainer ooit die ongeslagen bleef in zijn eerste negen uitduels in de Champions League. Alleen Louis van Gaal en Pep Guardiola gingen hem voor.
Op 14 maart 2021 verbeterde Ten Hag het Eredivisie-record als de oefenmeester met het hoogste puntenmoyenne (2,43 punten per wedstrijd) in de eerste honderd competitiewedstrijden bij zijn club. Op 16 januari 2022 behaalde hij al na 128 competitiewedstrijden bij zijn club (Ajax) zijn honderdste overwinning. Dit was nog geen andere trainer in de Eredivisie ooit gelukt. Op 17 april werd Ajax echter verslagen door PSV in de Toto KNVB Beker finale. Wel werd Ten Hag voor de derde keer op rij landskampioen met Ajax.

### Manchester United
Op 21 april 2022 kondigde Manchester United Ten Hag als nieuwe trainer aan tot juni 2025 met een optie voor nog een jaar. Even later werden Mitchell van der Gaag en Steve McClaren toegevoegd aan de staf. Op 16 mei 2022 stapte Ten Hag vervroegd uit zijn rol bij Ajax als trainer, zodat hij zich kon voorbereiden op het seizoen 2022/23 bij Manchester United. Hij startte daar op een moment dat de prestaties van de club al jarenlang tegenvielen, met het seizoen voor de komst van Ten Hag (2021/22) als dieptepunt. Al in de eerste maanden bij United kreeg Ten Hag problemen binnen het team. Het grootste probleem was de controversie over Cristiano Ronaldo. Ronaldo presteerde niet goed in de eerste maanden van Ten Hag en hij werd daardoor op de bank gezet. Hierover ontstond een ruzie tussen Ten Hag en Ronaldo over de aan de Portugees  toe te bedelen speeltijd. Deze ruzie bereikte een toppunt bij de wedstrijd tegen Tottenham Hotspur, waarbij Ten Hag Ronaldo pas in de laatste minuten liet warmlopen om in te vallen. Dit resulteerde erin dat de Portugees boos het veld afliep, zonder in te vallen. Na een interview dat Ronaldo gaf, waarbij hij Ten Hag respectloos noemde en uithaalde naar het management van United, werd Ronaldo's contract ontbonden en gingen de Portugees en United met wederzijdse instemming uit elkaar.
Qua resultaten maakte Ten Hag een goede start. Hij werd de snelste coach ooit bij United die 20 overwinningen boekte. Hij had hier slechts 27 wedstrijden voor nodig. Hierdoor was hij sneller dan voorgangers Louis van Gaal, José Mourinho, Ole Gunnar Solskjær en zelfs clublegende Alex Ferguson.
Op 26 februari 2023 wist Ten Hag met Manchester United de EFL Cup te winnen; in de finale werd op Wembley met 2–0 gewonnen van Newcastle United. Voor Manchester United was dit de eerste prijs voor de club in ongeveer zes jaar. Echter, in hun eerste competitiewedstrijd na het in ontvangst nemen van de trofee verloor de ploeg van Ten Hag met een record van 7-0 op Anfield, de thuisbasis van hun rivaal Liverpool. Het was de zwaarste nederlaag in de geschiedenis van die wedstrijd, evenals de zwaarste nederlaag van United ooit en de eerste keer dat ze zeven doelpunten incasseerden sinds 1931.
Op 20 april 2023 is Manchester United in de kwartfinales van de Europa League uitschakeld door Sevilla. De Spanjaarden versloegen de formatie van trainer Erik ten Hag met 3-0. Ze profiteerden vooral van verdedigende fouten van de Engelse topclub. Het eerste duel op Old Trafford was in 2-2 geëindigd.
United eindigde in het seizoen 2022-2023 op de derde plek van de Premier League. In 2023-2024 kwam de club niet verder dan de achtste plek, de laagste klassering in meer dan dertig jaar. Op 25 mei 2024 won Ten Hag met Manchester United de FA Cup, de Engelse voetbalbeker, door in het Wembley Stadion in Londen met 2-1 te winnen van stadgenoot en rivaal Manchester City. City werd hierdoor na het winnen van de voetbalcompetitie afgehouden van de 'dubbel'. Het verwachte ontslag van Ten Hag na de cupfinale bleef uit. In juni 2024 werd bekend dat de relatie tussen Ten Hag en de club zou worden voortgezet, waarna op 4 juli de officiële bevestiging kwam dat Ten Hags contract tot medio 2026 was verlengd. Ook de technische staf van de club werd vernieuwd. Zo werden René Hake en Ruud van Nistelrooij daaraan toegevoegd.
Na een teleurstellende seizoenstart, waarin na negen wedstrijden slechts elf punten werden verzameld en ook Europees niet de gewenste resultaten werden behaald, werd Ten Hag op 28 oktober 2024 ontslagen. Ruud van Nistelrooij nam zijn taken op interim-basis over.

### Bayer Leverkusen
In mei 2025 tekende Ten Hag een contract voor twee seizoenen bij Bayer Leverkusen. Zijn allereerste aankoop bij Bayer Leverkusen is Mark Flekken, die als keeper speelt.

## Statistieken als speler
| Seizoen | Club          | Land      | Competitie     | Duels | Goals |
| ------- | ------------- | --------- | -------------- | ----- | ----- |
| 1989/90 | FC Twente     | Nederland | Eredivisie     | 14    | 0     |
| 1990/91 | De Graafschap | Nederland | Eerste divisie | 37    | 5     |
| 1991/92 | De Graafschap | Nederland | Eredivisie     | 17    | 1     |
| 1992/93 | FC Twente     | Nederland | Eredivisie     | 24    | 1     |
| 1993/94 | FC Twente     | Nederland | Eredivisie     | 21    | 1     |
| 1994/95 | RKC           | Nederland | Eredivisie     | 31    | 2     |
| 1995/96 | FC Utrecht    | Nederland | Eredivisie     | 30    | 2     |
| 1996/97 | FC Twente     | Nederland | Eredivisie     | 26    | 1     |
| 1997/98 | FC Twente     | Nederland | Eredivisie     | 33    | 0     |
| 1998/99 | FC Twente     | Nederland | Eredivisie     | 29    | 0     |
| 1999/00 | FC Twente     | Nederland | Eredivisie     | 30    | 2     |
| 2000/01 | FC Twente     | Nederland | Eredivisie     | 28    | 0     |
| 2001/02 | FC Twente     | Nederland | Eredivisie     | 16    | 0     |
| Totaal  | Totaal        | Totaal    | Totaal         | 336   | 15    |

## Loopbaan als trainer
| Periode   | Club                                      | Competitie          | Functie           |
| --------- | ----------------------------------------- | ------------------- | ----------------- |
| 2002–2008 | Voetbalacademie FC Twente/Heracles Almelo |                     | Hoofd opleidingen |
| 2006–2009 | FC Twente                                 | Eredivisie          | Assistent-trainer |
| 2009–2012 | PSV                                       | Eredivisie          | Assistent-trainer |
| 2012–2013 | Go Ahead Eagles                           | Eerste divisie      | Hoofdtrainer      |
| 2013–2015 | Bayern München II                         | Regionalliga Bayern | Hoofdtrainer      |
| 2015–2017 | FC Utrecht                                | Eredivisie          | Hoofdtrainer      |
| 2017–2022 | Ajax                                      | Eredivisie          | Hoofdrainer       |
| 2022–2024 | Manchester United                         | Premier League      | Hoofdtrainer      |
| 2025–0000 | Bayer Leverkusen                          | Bundesliga          | Hoofdtrainer      |

## Erelijst
Als speler
 De Graafschap
- Eerste divisie: 1990/91

 FC Twente
- KNVB beker: 2000/01

Als trainer
 Go Ahead Eagles
- Promotie naar de Eredivisie via play-offs: 2013

 Bayern München II
- Regionalliga Bayern: 2013/14

 Ajax
- Eredivisie: 2018/19, 2020/21, 2021/22
- KNVB Beker: 2017/2018, 2018/19, 2020/21, 2021/22
- Johan Cruijff Schaal: 2019

 Manchester United
- EFL Cup: 2022/23
- FA Cup: 2023/24

Individueel
- Rinus Michels Award - Coach van het jaar van de Eredivisie: 2016, 2019, 2021
- Premier League - Manager of the Month: september 2022, februari 2023, november 2023